# Kukilnîkî, Halîci
Kukilnîkî (în ucraineană Кукільники) este localitatea de reședință a comunei Kukilnîkî din raionul Halîci, regiunea Ivano-Frankivsk, Ucraina.

## Demografie
Componența lingvistică a localității Kukilnîkî
     Ucraineană (100%)
Conform recensământului din 2001, toată populația localității Kukilnîkî era vorbitoare de ucraineană (100%).